# Acalypha fuscescens
Acalypha fuscescens é uma espécie de flor do gênero Acalypha, pertencente à família Euphorbiaceae.